# 苏埃克斯-罗加勒
苏埃克斯-罗加勒（法語：Soueix-Rogalle，法語發音：[swɛks ʁɔɡal]）是法国阿列日省的一个市镇，位于该省西南部，属于圣日龙区。该市镇于1972年由原市镇苏埃克斯（Soueix）和罗加勒（Rogalle）合并而成。

## 地理
苏埃克斯-罗加勒（42°53'34"N, 1°12'42"E）面积13.65 平方千米，位于法国奧克西塔尼大區阿列日省，该省份为法国西南部内陆省份，西部和北部与上加龙省接壤，东临奥德省，东南至东比利牛斯省接壤，南与安道尔和西班牙接壤。
与苏埃克斯-罗加勒接壤的市镇（或旧市镇、城区）包括：阿洛、埃尔普、拉库尔、乌斯特、塞克斯、桑特纳克杜斯特、苏朗。
苏埃克斯-罗加勒的时区为UTC+01:00、UTC+02:00（夏令时）。

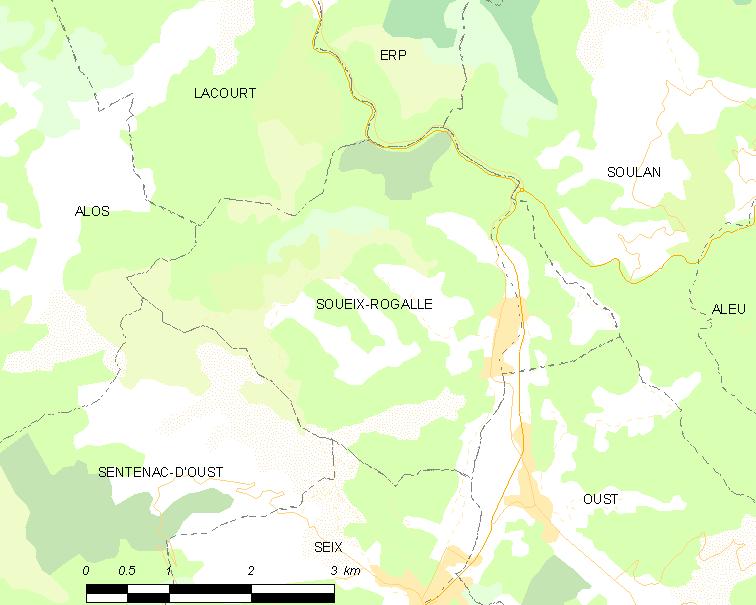
苏埃克斯-罗加勒的OSM定位图

## 行政
苏埃克斯-罗加勒的邮政编码为09140，INSEE市镇编码为09299。

## 政治
苏埃克斯-罗加勒所属的省级选区为库斯朗东县。

## 人口

1962-2008年间苏埃克斯-罗加勒人口变化图示

苏埃克斯-罗加勒于2022年1月1日时的人口数量为425人。